# Атлетіко Насьйональ
«Атлетіко Насьйональ» (ісп. «Atlético Nacional») — колумбійський футбольний клуб з Медельїна. Заснований 1947 року під назвою «Атлетіко Мунісіпаль».
«Атлетіко Насьйональ» має нагороду «Фейр-плей століття» (2016), якою був відзначений за прохання надати звання володаря Південноамериканського кубка 2016 року футбольному клубу «Шапекоенсе», більшість команди якого загинула в авіакатастрофі неподалік Медельїна під час польоту на гостьовий матч з «Атлетіко Насьйональ» в рамках фіналу Південноамериканського кубка, матчі якого так і не відбулися. Врахувавши прохання клубу, КОНМЕБОЛ визнав «Шапекоенсе» чемпіоном, а «Атлетіко Насьйональ» за благородний спортивний жест нагороджено на Параді зірок ФІФА відзнакою «Фейр-плей століття».

## Досягнення
- Чемпіон Колумбії (14): 1954, 1973, 1976, 1981, 1991, 1994, 1999, 2005 А, 2007 А, 2007 Ф, 2011 Ф, 2013 А, 2013 Ф, 2014 А, 2015–Ф, 2017–А, 2022–А
- Володар Кубка Колумбії (7): 2012, 2013, 2016, 2018, 2021, 2023, 2024
- Володар Суперліги Колумбії (4): 2012, 2016, 2023, 2025
- Володар Кубка Лібертадорес (2): 1989, 2016
- Володар Рекопи Південної Америки (1): 2017